# Le colt cantarono la morte e fu... tempo di massacro
Le colt cantarono la morte e fu... tempo di massacro è uno spaghetti western diretto nel 1966 da Lucio Fulci.

## Trama
Tom Corbett, cercatore d'oro lungo le rive dei fiumi, torna nel paese che lasciò fin da piccolo e trova il fratello Jeffrey abbrutito dall'alcool, la fattoria della sua famiglia ed ogni attività commerciale distrutte e derubate dal padrone del paese Scott e dal prepotente figlio Junior.
Tom si reca dal suo amico Carradine per cercare di scoprire qualcosa, ma quest'ultimo, mentre sta per parlare, viene ucciso insieme alla moglie e le due figlie adolescenti da alcuni sicari di Scott. Grazie alla pistola facile di Jeffrey, Tom riesce a penetrare nel ranch di Scott nel bel mezzo di un ricevimento. Dopo essere stato garbatamente mandato via dal proprietario, interviene Junior che invece cerca di cacciarlo via in modo brusco; Tom si rifiuta di ottemperare e reagisce violentemente, provocando la risposta di Junior, che lo sfida ad un duello con le fruste, che il figlio di Scott stravince massacrando Corbett con circa ottanta frustate.
Ferito nel fisico e punto nell'orgoglio Tom fa ritorno a casa, dove manifesta a Jeffrey la sua intenzione di ritornare alla villa degli Scott l'indomani, e non certo per parlare. La sua nutrice India, nel vederlo in quello stato, dopo averlo inutilmente supplicato di partire, decide di confessargli un incredibile segreto. Ma anche costei viene raggiunta e uccisa da dei sicari; l'indomani, i due fratelli cercano di recarsi nella fattoria di Scott per vendicarsi, ma sono costretti ad accamparsi per cercare di non cadere sotto i colpi dei sicari incaricati di vigilare la strada. Qui Jeffrey rivela a Tom quello che Inda avrebbe voluto rivelargli, ovvero che Scott è in realtà suo padre. Quest'ultimo sopraggiunge nel luogo in cui si sono accampati i due fratelli e chiede di parlare con Tom. Il ricco proprietario terriero si dichiara pronto a farsi perdonare dal figlio e ad accogliere quest'ultimo in casa sua, cedendogli anche parte delle sue proprietà; Junior allora non esita a uccidere il padre davanti agli occhi di Tom, pur di non dividere il patrimonio con il fratellastro.
Colpito nell'onore, Tom cerca l'inevitabile vendetta, con l'appoggio del fido Jeffrey; i due si introducono nel ranch del nemico, facendo piazza pulita dei circa trenta uomini che lo sorvegliano. Junior, rimasto solo e disarmato da Jeffrey, mostra di essere debole e impaurito nel faccia a faccia finale con Tom. Dopo essere stato inseguito su una scala che conduce su un ponte di legno, Junior con un tranello cerca di uccidere Tom, il quale si aggrappa su un piolo ma, nonostante stia per avere la peggio, riesce ad afferrare Junior per una caviglia, facendolo precipitare e sfracellare nel pollaio. Fatta giustizia, Tom e Jeffrey mettono da parte i vecchi rancori e restano insieme per sempre.

## Influenza culturale
L'idea del massacro a colpi di frusta fu ripresa nel film Lo straniero senza nome (1973), diretto e interpretato da Clint Eastwood.

## Colonna sonora
Il brano principale del film, che ne accompagna sia i titoli di testa che di coda, è Back Home, Someday (A Man Alone), composto da Sergio Bardotti, Lucio Fulci e Sergio Endrigo e affidato all'interpretazione dello stesso Endrigo. Marco Giusti riporta l'affermazione di Bardotti che disse che la canzone raggiunse il primo posto nelle classifiche di vendita in Giappone.